# Hrabstwo Wahkiakum
Hrabstwo Wahkiakum (ang. Wahkiakum County) – hrabstwo w stanie Waszyngton w Stanach Zjednoczonych. Hrabstwo zajmuje powierzchnię 264.24 mil² (684,38 km²). Według szacunków United States Census Bureau w roku 2009 miało 4062 mieszkańców. Siedzibą hrabstwa jest Cathlamet.
Hrabstwo powstało w 1854.

## Miasta
- Cathlamet

## CDP
- Altoona
- Deep River
- East Cathlamet
- Grays River
- Lower Elochoman
- Puget Island
- Rosburg
- Skamokawa Valley
- Upper Elochoman